# 赤坂站 (山梨縣)
赤坂站（日语：／ Akasaka eki */?）是一個位於日本山梨縣都留市四日市場，屬於富士急行大月線的車站，車站編號為FJ05。

## 歷史
- 1929年（昭和4年）6月19日：開業。

## 車站結構
側式月台1面1線的地面車站。

## 使用情況
2013年度（平成26年度）1日平均上下車人次為964人。

## 相鄰車站
富士急行
■大月線
禾生（FJ04）－赤坂（FJ05）－都留市（FJ06）

## 外部連結
- 赤坂站 （页面存档备份，存于） - 富士急行